# Biblioteca de Hawick
La biblioteca de Hawick se encuentra en el edificio construido en 1904 en Hawick y fue una de las muchas bibliotecas financiadas por Andrew Carnegie. La biblioteca es un edificio catalogado de Categoría B. La biblioteca, diseñada por JN Scott y Alexander Lorne Campbell , es una biblioteca de estilo libre de planta rectangular de 2 plantas con una torre de entrada de esquina prominente y frontones de arco de medio punto. La biblioteca se describe como "un buen ejemplo de arquitectura cívica de principios del XX".

## Historia

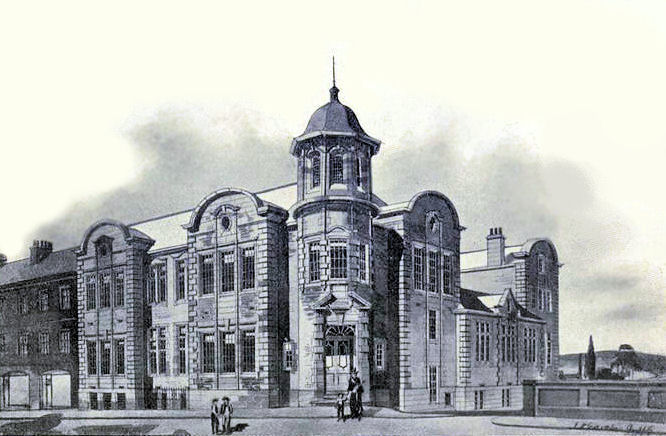
Biblioteca Hawick en 1902. Dibujo hecho por John Nichol Scott

En la década de 1800 había una biblioteca en Hawick, pero   estaba dentro del Ayuntamiento. Una subvención de 10 000 libras de Andrew Carnegie permitió la construcción de un edificio especialmente diseñado. Fue uno de los primeros diseños construidos por la asociación de John Nichol Scott y Alexander Lorne Campbell y el diseño de Scott se exhibió en 1902. La nueva biblioteca incorporó una escultura de William Birnie Rhind . La asociación de Scott y Campbell se formó en 1899 y, aunque ganaron concursos, sus primeros diseños que se construyeron incluyeron la iglesia St Stephens UF en Comely Bank y la biblioteca Hawick.
El edificio se inauguró en 1904 y la celebración del pueblo incluyó un día de fiesta.
La biblioteca se amplió en 1939 con una sala de lectura cuyos pilotes crearon una cochera. El edificio fue reconocido como edificio catalogado en 2008.
En 2016, el consejo local acordó transferir el funcionamiento de sus bibliotecas, incluida Hawick, a un fideicomiso con un ahorro estimado de 400 000 libras esterlinas.